# 索倫森峰
71°43′S 167°48′E / 71.717°S 167.800°E
索倫森峰是南極洲的山峰，位於維多利亞地的博克格雷溫克海岸，屬於阿德默勒爾蒂山脈的一部分，處於利特爾頓山脈和徹奇嶺之間，海拔高度2,640米。